# Чыонг Тинь
Чыо́нг Тинь (вьет. Trường Chinh), настоящее имя — Данг Суа́н Кху (вьет. Đặng Xuân Khu); (9 февраля 1907, село Ханьтьен, провинция Намдинь — 30 сентября 1988, Ханой) — вьетнамский революционер, государственный, политический и партийный деятель, генеральный секретарь Коммунистической партии Вьетнама и Председатель Государственного совета страны. Наряду с Во Нгуен Зяпом являлся одним из основных военных стратегов Политбюро Партии трудящихся Вьетнама.

## Биография
Данг Суан Кху родился в дельте Красной реки, в провинции Намдинь. В 1927 году 20-летним юношей он вступил в Товарищество революционной молодёжи Вьетнама, а в 1930 году — в только что образованную Коммунистическую партию Индокитая (КПИК). Став приверженцем китайского коммунистического лидера Мао Цзэдуна, взял псевдоним Чыонг Тинь, что является вьетнамским когнатом китайского названия Великий поход. Был членом редколлегии газет «Серп и молот» («Буа лием») и «Красный профсоюз» («Конг хой до»). В 1931—1936 гг. за революционную деятельность находился в заключении. В 1936—1939 годах руководил партийной печатью в Ханое.
С 1940 года Чыонг Тинь — член ЦК КПИК, а в 1941 году он стал генеральным секретарём партии и вторым лицом в партийной иерархии после Хо Ши Мина. В 1951 году избран в Политбюро ЦК партии, переименованной тогда же в Партию трудящихся Вьетнама и до октября 1956 года занимал пост её генерального секретаря.
В 1955 году, после многолетней войны, которую КПВ вела с французскими колониалистами, страна вступила в мирный период, хотя и была разделена на две части. В Северном Вьетнаме, где власть принадлежала коммунистам, Чыонг Тинь проводил земельные реформы, инспирированные Мао Цзэдуном, результатом чего явился голод среди населения. Чыонг Тиня подвергали критике за прокитайские позиции и нежелание принять предложения других партийных руководителей, которые ориентировались на советскую модель развития. Советско-китайский раскол ослабил влияние Китая на Ханой, и осенью 1956 года Чыонг Тинь лишился ключевого поста в партии. В 1956—1959 гг. он занимал должность секретаря ЦК ПТВ.
В 1958—1960 гг. Чыонг Тинь был заместителем премьер-министра ДРВ.
В 1960—1976 гг. — председатель Постоянного комитета Национального собрания ДРВ. В 1976 году, вскоре после объединения Вьетнама, Чыонг был избран в Политбюро ЦК КПВ и назначен на пост председателя Постоянного комитета Национального собрания Социалистической Республики Вьетнам.
С июля 1981 по июнь 1987 года — председатель Государственного совета СРВ. 14 июля 1986 года, после смерти Ле Зуана, был избран генеральным секретарём ЦК КПВ. Будучи традиционно консервативным, Чыонг Тинь тем не менее воспринимал некоторые идеи реформаторов и даже постепенно согласился с их предложениями после поездок по сельским районам страны в 1983 году, чему способствовал груз экономических проблем, с которыми Вьетнам столкнулся в те годы. Несмотря на это, 18 декабря 1986 года на VI съезде Коммунистической партии Вьетнама в рамках провозглашённой программы вьетнамского обновления («Дой Мой») Чыонг Тинь был заменён на посту генерального секретаря Нгуен Ван Линем.
С декабря 1986 года Чыонг оставался советником ЦК КПВ. 18 июня 1987 года ушёл в отставку с поста председателя Госсовета СРВ по состоянию здоровья.
Скончался 30 сентября 1988 года на 82-м году жизни.

## Награды
- Орден Золотой Звезды
- Орден Ленина (22.01.1982)
- Орден Октябрьской Революции (06.02.1987)
- Орден Клемента Готвальда (20.02.1987)[3]
- Почётный гражданин Киева[4], лишён звания Киевским горсоветом 25 мая 2023[5].

## Семья
Дочь Данг Вьет Нга (или Ханг Нга) — 14 лет прожила в Москве, окончила Московский архитектурный институт, кандидат архитектуры. Проживает и работает в Далате. Автор ряда необычных по архитектурному стилю сооружений, среди которых, в частности, Гостевой дом Ханг Нга в Далате.

## Сочинения
- Труонг Шин. Августовская революция во Вьетнаме. М.: Издательство иностранной литературы, 1954
- Truong Chinh. Primer for Revolt: The Communist Takeover in Vietnam. New York: Praeger, 1963